# Estação Aeroporto T2

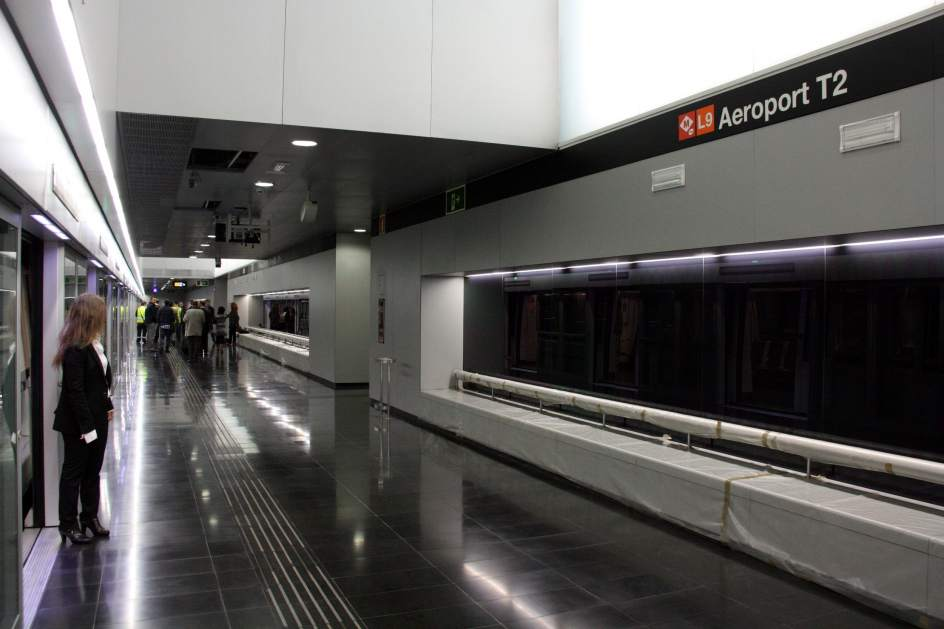
Linha L9 da Estação Aeoroport T2.

Aeroport T2) e Aeroport (Rodalies de Catalunya) é uma estação da linha Linha 9 do Metro de Barcelona e serviços de trens urbanos de Barcelona.Estão localizados fora do terminal T2 de Aeroporto de Barcelona-El Prat, o comboio está à superfície e o metro no subterrâneo. Entrou em funcionamento em 2016 e 1975 respectivamente. É o terminal da seção sul da L9.

## Facilidades
- escada rolante;
- acesso à telefone celular.

## Localização
- Aeroporto de Barcelona-El Prat; El Prat de Llobregat,  Espanha,  Catalunha.